# Дорофеєнко Вадим Сергійович
Вади́м Сергі́йович Дорофе́єнко — підполковник Збройних сил України.

## З життєпису
Очолює пошуковий загін «Відродження», ДП «Волинські старожитності», військовий археолог. На території Волинської області загоном ексгумовано понад 200 червоноармійців з безіменних поховань.
Літом 2014 року брав участь у боях на сході України, десантник, з ним воювали ще 10 археологів. Амуніцією їх забезпечували колеги з «Волинських старожитностей». 18 діб перебували в оточенні, вижили не всі.

## Нагороди
27 червня 2015 року — за особисту мужність і героїзм, виявлені у захисті державного суверенітету та територіальної цілісності України, вірність військовій присязі під час російсько-української війни, відзначений — нагороджений орденом Богдана Хмельницького III ступеня.